# Estadio León
Az Estadio León (régebben Estadio Nou Campnak is nevezték) a mexikói Guanajuato államában található León városának legnagyobb stadionja, a Club León csapat otthona. 1967. február 1-jén avatták fel. Itt rendezték az 1970-es és az 1986-os labdarúgó-világbajnokság több mérkőzését is. Nézőterének befogadóképessége: 33 943 néző.